# PGC 2187764
LEDA/PGC 2187764 ist eine Galaxie im Sternbild Perseus am Nordsternhimmel. Sie ist schätzungsweise 1,5 Milliarden Lichtjahre von der Milchstraße entfernt und hat einen Durchmesser von etwa 200.000 Lichtjahren. Vom Sonnensystem aus entfernt sich das Objekt mit einer errechneten Radialgeschwindigkeit von näherungsweise 34.000 Kilometern pro Sekunde.

## Galaktisches Umfeld
| Nr. | Galaxie          | Alternativname            | Rek          | Dek          | Distanz/asec |
| --- | ---------------- | ------------------------- | ------------ | ------------ | ------------ |
| →   | LEDA/PGC 2187764 | 2MASX J02455424+4150228   | 02h45m54.25s | +41d50m22.9s | 0            |
| 1   | LEDA/PGC 2189444 | 2MASX J02460517+4156127   | 02h46m05.19s | +41d56m13.0s | 370.45       |
| 2   | LEDA/PGC 2185910 | 2MASX J02454494+4143578   | 02h45m44.93s | +41d43m57.8s | 398.98       |
| 3   | LEDA/PGC 2185940 | 2MASS J02451275+4144036   | 02h45m12.81s | +41d44m04.6s | 598.27       |
| 4   | LEDA/PGC 2190794 | 2MASX J02454372+4200380   | 02h45m43.72s | +42d00m38.2s | 626.70       |
| 5   | LEDA/PGC 2191151 | WISEA J024539.34+420146.3 | 02h45m39.40s | +42d01m46.4s | 703.88       |
| 6   | LEDA/PGC 10535   | CGCG 539-099              | 02h46m58.38s | +41d46m33.5s | 752.74       |
| 7   | LEDA/PGC 2184265 | 2MASX J02461039+4138068   | 02h46m10.36s | +41d38m07.2s | 757.20       |
| 8   | LEDA/PGC 10401   | UGC 2215                  | 02h44m52.78s | +41d59m19.3s | 871.07       |
| 9   | LEDA/PGC 2190371 | 2MASX J02465699+4159154   | 02h46m56.99s | +41d59m15.5s | 879.70       |
| 10  | LEDA/PGC 10521   | CGCG 539-098              | 02h46m47.88s | +42d02m26.3s | 938.76       |
| 11  | LEDA/PGC 10476   | UGC 2231                  | 02h46m05.33s | +42d06m05.7s | 950.62       |